# Stanisław Godziński
Stanisław Godziński (ur. 22 sierpnia 1939 w Pewli Wielkiej, zm. 7 maja 2024) – polski mongolista i tybetolog, ambasador RP w Mongolii (1991–1995), profesor Uniwersytetu Warszawskiego.

## Życiorys
W 1962 ukończył studia na Uniwersytecie Warszawskim, broniąc pracy magisterskiej Postpozycje we współczesnym języku mongolskim napisanej pod kierunkiem Stanisława Kałużyńskiego.
Od 1962 był pracownikiem macierzystej uczelni, kolejno jako asystent (1962–1965), starszy asystent (1965–1971). W 1970 obronił pracę doktorską Sufiksy imienne we współczesnym języku mongolskim napisaną pod kierunkiem Stanisława Kałużyńskiego i od 1971 pracował na macierzystej uczelni jako adiunkt. W 1984 habilitował się na podstawie pracy Język średniomongolski: słowotwórstwo, odmiana wyrazów, składnia, w 1986 został mianowany docentem. W latach 1991–1995 był ambasadorem RP w Mongolii, w latach 1997–2004 kierownikiem Zakładu Turkologii i Ludów Azji Środkowej Uniwersytetu Warszawskiego (UW), w 1999 mianowany profesorem UW.
Jest autorem wielu publikacji popularnonaukowych i specjalistycznych.

## Wybrane publikacje
Poniższa lista publikacji podana jest za Who is Who w Polsce:
- „Sufiksy imienne we współczesnym języku mongolskim” (rozprawa doktorska), 1970
- „W kręgu lamajskich legend i mitów”, Warszawa 1981
- „Język średniomongolski. Morfologia, fleksja, składnia”, Wydawnictwa UW, 1985
- „Współczesny język mongolski”, Warszawa 1998;
- liczne przekłady, m.in.: 
  - D. Snellgrove, H. Richardson, „Tybet. Zarys historii Tybetu”, Warszawa 1978
  - R. Barraux, „Dzieje dalajlamów. Czternaście odbić w Jeziorze Widzeń”, Warszawa 1998
  - M. Craig, „Kundün. Dusza Tybetu”, Warszawa 1999
  - Baabar, „Dzieje Mongolii”, Warszawa 2005

## Tytuły i odznaczenia
- doktorat honoris causa Uniwersytetu w Ułan Bator[1]
- medal Kubilaj-Chana przyznany przez Mongolską Akademię Nauk[1]